# 桜田規矩三
桜田 規矩三（さくらだ きくぞう、旧姓・藤岡、1896年（明治29年）1月10日 - 1963年（昭和38年）12月31日）は、大正期の水平社運動の活動家。全国水平社創立者の一人。

## 人物
京都府紀伊郡柳原町上之町で父・重三郎、母・トクの次男として誕生する。母・トクは初代柳原町長の桜田儀兵衞の長女。1921年、奈良県生駒郡安堵村（現・安堵町）の小林きみと結婚し長女、長男をもうける。
1922年の全国水平社の発足に際し、京都市下京区東七条高倉七条下ルにあった自宅を創立準備事務所として提供し、3月3日の創立大会では綱領を読み上げ、協議会において執行委員に選出された。次いで、4月2日の京都府水平社創立大会でも、執行委員に選出された。水平運動の役員としての桜田は、東京に赴いて中央官庁に訴えたり、地元京都府の警察と様々な事件で接触したりと運動に奔走し、警察に逮捕される一幕もあった。
その後、水平社の運動の内部で日本共産党の影響力が高まっていくと、1925年5月9日の全国水平社第四回大会で中央執行委員長を退任し、1926年頃以降は活動の一線から退いた。1963年の大晦日に京都五条東山上るの木賃宿で孤独死する。